# Marasmia poeyalis
Marasmia poeyalis is een vlinder uit de familie van de grasmotten (Crambidae), uit de onderfamilie van de Spilomelinae. De wetenschappelijke naam van deze soort is voor het eerst voorgesteld als Botys poeyalis door Jean Baptiste Boisduval in een publicatie uit 1833.

## Verspreiding
De soort komt voor in het 
- Afrotropisch gebied (Kaapverdië, Mali, Sierra Leone, Ivoorkust, Nigeria, Kameroen, Equatoriaal Guinea, Soedan, Congo-Kinshasa, Kenia, Burundi, Angola, Mozambique, Namibië, Sint-Helena, Comoren, Madagaskar, Seychellen, Réunion, Mauritius, Chagosarchipel, Saudi-Arabië, de Verenigde Arabische Emiraten, Oman, Jemen),
- Oriëntaals gebied (India, Sri Lanka, China (Hainan)[1], Taiwan[2], Myanmar, Thailand, Maleisië (Sarawak), Singapore, Indonesië (Java)),
- Australaziatisch gebied (Papoea-Nieuw-Guinea, Australië, Cookeilanden, Fiji, Solomonseilanden),
- Palearctisch gebied (China, Japan).

## Waardplanten
De rups leeft op enkele soorten van de grassenfamilie (Poaceae):
- Brachiaria mutica
- Pennisetum purpureum
- Oryza sativa
- Zea mays